# Bian Yuqian
Pour les articles homonymes, voir Bian.
Bian Yuqian est une joueuse chinoise de volley-ball, née le 14 juin 1990 à Shanghai. Elle évolue au poste de passeuse au sein de l'équipe féminine de Shanghai (en). En 2010, elle participe avec la sélection chinoise aux championnats du monde de 2010 et à la Coupe d'Asie 2010, où elle remporte une médaille d'or.
Elle décroche une médaille d'argent à l'Universiade d'été de 2011.